# Катун (насеобина)
Катун је повремено пастирско насеље у ком пастири бораве током лета, када одводе стоку на планинске пашњаке. Катуни су карактеристични за неке крајеве Балкана, Херцеговину, Црну Гору, Србију, Албанију. Обичај одвођења стоке на испашу и организовање оваквих номадских насеља датира на овим просторима од средњег века, а као облик насељеног места помиње се и у Душановом законику. У западној Србији и Црној Гори сезонска сеоба стоке назива се издиг (здиг).
Израз катун користи се и за брвнаре какве се граде у оваким насељима. У многим крајевима некадашњи катуни прерасли су у села, а многа од њих данас у свом имену и данас имају назив Катун, Катуниште.
У Источној Србији сличне насеобине називају се бачије, а обичај бачијање. Пракса сезонске сеобе стоке — бачијање или издиг, односно здига уврштена је 2024. године на листу нематеријалног културног наслеђа Србије. Слична пракса у многим деловима Европе позната је под именом трансхумација и 2019. године уврштена је на Унескову листу нематеријалног културног наслеђа света.

## Етимологија и дефиниција катуна
Реч катун је реч балканског порекла. Вероватно потиче од румунске речи cătun — заселак или албанске katund(i) — село, крај, али постоје и другачија тумачења.
- Дефиниција катуна налази се још у Душановом законику — села и катуни су два облика насељених места... Властеоска и црквена имања су била састављена од села и катуна.
- У Српском рјечнику Вук Караџић катун дефинише као „место и колиба за мужу оваца лети”.[9][б]
- Ђура Даничић катун дефинише на следећи начин: „катун – може бити да је испрва значило место, табор, село где су живели пастири...; у наше време значи место где се лети на горама храни и музе стока, особито овце”.[2]

### Топоними
Многи топоними широм Балкана у свом имену имају реч катун:
- У Србији више места има ово име, између осталих Катун код Врања, Катун код Алексинца, Горњи и Доњи Катун код Варварина.
- У Црној Гори се једна од четири нахије Старе Црне Горе звала Катунска нахија (планинска насеља око Ловћена и северно од њега). Данас се једно насеље Катун налази у близини Пљеваља, а у Општини Будва насеље Катун Режевићи,
- У Хрватској су се катунима називале уређене сеоске општине у старим хрватским жупама, а на челу катуна налазио се поглавар села катунар. Данас постоји насеље Катуни у Сплитско-далматинској жупанији. У Истри се многа места у којима су се крајем средњег века населили дошљаци звала Катун. Данас ово име носи осам села,[10] а једно од њих је насеље Катун у близини Пореча.[8]
- У Румунији постоји више насеља у чијем имену је реч катун: Катунаши у округу Арђеш, Катунеле у округу Горж и више места са именом Катуну — у окру Телеорман и општинама Салчоара и Корнешти у округу Дамбовица.
- Стојан Новаковић помиње село Палео-Катун (Стари Катун) у Грчкој.[2][11]

## Живот у катунима
За катуне су се најчешће бирала места заклоњена од ветрова, у долинама где има воде и шуме. У катунима где је било извора вода се доносила до колиба, а у безводним крајевима сточари су правили снежнице тако што се преко зиме снег трпао у сеновите јаме и прекривао гранама четинара. Током лета су такав снег секао, доносио до кућа и остављао на сунчану стану крова да се отопи. Овај посао су најчешће радиле жене. У катуне се долазило с пролеће, а из њих се одлазило пред зиму. Најчешће се боравило од Ђурђевдана до Томиндана.
За боравак људи прављене су дрвене колибе. Кров је најчешће био на две воде, ређе на четири, покривени лубом, шиндром или сламом, ређе каменим плочама. На неким колибама кров је толико стрм да додирује земљу. Обично нису имале прозоре, док су врата била нижа, са вишим прагом. Унутрашњост колиба била је једноставна, са земљаним подом и огњиштем на средини. Под је био прекривен насложеном сламарицом или сувим лишћем. Уз унутрашње зидове налазиле су се полице на којима је стајало дрвено посуђе за прављење сира и кајмака. Од намештаја ту су били једноставни дрвени кревети, софра и троношци или обични пањеви за седење. У близини колиба грађени су торови, у које се стока ноћу затварала.
Осим чувања стоке, главна активност у катунима било је справљање млечних производа — сира, кајмака, масла. Одмах по сванућу жене би помузле стоку, после чега се изгонила на пашу. У катуне су одлазиле целе породице, а често су се у вечерњим сатима „суседи” окупљали у некој од колиба. Ту су жене плеле, преле и чешљале вуну, а млади забављали. Током слава, Петровдана и Илиндана, долазили су гости и родбина у посету.
Исхрана на катунима била је једноставна, али калорична. Обично се јео јечмени, ражани, хељдин или кукурузни хлеб. Основна храна био је бели мрс — сира, кајмак, кисело млеко, што су били и главни производи у овим сточарским насеобинама. Кувао се кромпир, пасуљ, купус, коприва и друго зеље. Правиле су се и пите са сиром. Сирово месо се мање јело, док се за госте правила цицвара. Вечера је била главни оброк, јер су се тада сви укућани окупљали после завршених дневних послова.

## Катуни данас
У многим крајевима од некадашњих катуна настала су села, односно сталне насеобине. Тај процес је текао до половине двадесетог века. Неки катуни и данас су насељени само током лета и још увек имају некадашњу сврху.
На многим местима некадашњих катуна данас се налазе туристичка излетишта са модерним викендицама, док су се неки катуни модернизовали тако што су уместо колиба подигнуте модерне куће, а у осталом делу је задржано све оно што карактерише идилични катунски живот. Оживљавање катуна у циљу развоја туризма и туристичке привреде значајно је као понуда љубитељима природе и онима који желе да се упознају са традиционалним начином живота. У катунима туристичка сезона траје од касног пролећа до ране јесени. Популарне активности су хајкинг и трекинг, брдски бициклизам, као и упознавање света гљива и лековитог биља.